# Colloredo di Monte Albano
Colloredo di Monte Albano är en ort och kommun i regionen Friuli-Venezia Giulia i Italien och tillhörde tidigare även provinsen Udine som upphörde 2018. Kommunen hade 2 178 invånare (2018).